# Wjatscheslaw Michailowitsch Podberjoskin
Wjatscheslaw Michailowitsch Podberjoskin (russisch Вячеслав Михайлович Подберёзкин; * 21. Juni 1992 in Moskau) ist ein russischer Fußballspieler.

## Karriere

### Verein
Podberjoskin begann seine Karriere bei ZSKA Moskau. Zur Saison 2010/11 wechselte er zu KAIT-Sport Moskau. Im August 2011 schloss er sich Lokomotive Moskau an. Sein Debüt für Lok in der Premjer-Liga gab er im April 2012, als er am 40. Spieltag der Saison 2011/12 gegen Rubin Kasan in der Startelf stand. Dies blieb sein einziger Saisoneinsatz. In der Saison 2012/13 kam er zu einem Einsatz in der höchsten russischen Spielklasse. Ab der Saison 2013/14 spielte er für die Zweitmannschaft der Moskauer in der drittklassigen Perwenstwo PFL. Nach 16 Einsätzen für Lok-2 wurde Podberjoskin im Januar 2014 innerhalb der dritthöchsten Spielklasse an den FK Chimki verliehen. In Chimki kam er neunmal zum Einsatz.
Zur Saison 2014/15 kehrte er nicht mehr nach Moskau zurück, sondern wechselte zu Ural Jekaterinburg. In seiner ersten Spielzeit in Jekaterinburg kam der Mittelfeldspieler zu 20 Einsätzen in der Premjer-Liga. Nach weiteren 13 Einsätzen wechselte Podberjoskin im Januar 2016 zum Ligakonkurrenten FK Krasnodar. In Krasnodar absolvierte er bis Saisonende acht Ligapartien. In der Saison 2016/17 kam er zu 14 Einsätzen. Im Januar 2018 wurde er innerhalb der Premjer-Liga an Rubin Kasan verliehen. Bis zum Ende der Leihe kam er zu sieben Einsätzen für die Tataren, die ihm im Mai 2018 fest verpflichteten. In der Saison 2018/19 absolvierte er 21 Spiele in der höchsten russischen Spielklasse für Kasan. Zur Saison 2019/20 löste Podberjoskin den nach Krasnodar gewechselten Ruslan Kambolow als Kapitän Rubins ab. In jener Saison absolvierte er ebenfalls 21 Saisonspiele.
Im August 2020 kehrte er zu Ural Jekaterinburg zurück. In der Saison 2020/21 kam er zu 19 Einsätzen für Ural in der Premjer-Liga. In der Saison 2021/22 absolvierte er 21 Spiele. In der Saison 2022/23 kam er zu 13 Einsätzen. Zur Saison 2023/24 wechselte Podberjoskin zum Zweitligisten FK SKA-Chabarowsk.

### Nationalmannschaft
Podberjoskin absolvierte im Januar 2013 ein Spiel für die russische U-21-Auswahl.